# 請人
請人（うけにん）とは、鎌倉時代から明治維新まで売買・貸借・身元保証などの契約の際に保証人になった者。

## 概要
古代日本においては、律令法に由来する保人と固有法・慣習法に由来するとみられる償人が存在した。前者は元来債務者が逃亡した際に弁済責任を生じるものであったが、後には債務者死亡の際にも同様の責任が生じるものと解された（『令義解』）。一方後者は何らかの債務不履行が発生した場合に直ちに弁済義務が生じた。
平安時代後期以後、両者は混同されて請人と呼ばれるようになる。公家法においては請人＝保人と解釈され、その他の法分野においても借書などの証文に特約が無い限りは償人としての義務を負わない保人的立場と解されてきたが、実際には償人としての弁済義務を求められる場合が多かった。請人は訴訟が発生した際には売人とともに売買の事実を証言する義務（「明沙汰（あきらめさた）」）、代価を弁償する義務、買主の差し押さえに対して抵抗しない義務などが課され、この他にも所務代官・請負代官であれば年貢納付義務を課されるなど、請人となる契約によって保証義務の範囲が異なるケースがあった。また、この時代には似たような立場として口入人と呼ばれる人がおり、売買などの口入に絡んで保証業務を行ったが、両者間の役割が似た部分が多く、両者を合わせて判形人（はんぎょうにん）と呼ばれたように混同されていった。判形人の中には第三者から判料と呼ばれる手数料を取って保証を引き受ける者がいた（判料とは、契約の証文に判形人が保証の事実を証明するために加判を行ったことに由来する）。
江戸時代に入ると保証人・証人という呼び名も用いられるようになり、また請人としての押印は請判（うけはん）と称された。この時代にはキリシタン禁制との関係から奉公人・借地人・借家人などの身元を保証する人請のための請人制度が発達する。また、1713年（正徳3年）に、請人は債務者の債務不履行・欠落・死亡時に弁済義務を負うことが規定され、以後全ての請人が償人的な義務を負うようになった。奉公人の保証を人主（ひとぬし）、借地人の保証を地請、借家人の保証を店請（たなうけ）と称した。